# Dušan Jurkovič
Dušan Samo (Samuel) Jurkovič (ur. 23 sierpnia 1868 w Turej Lúce, zm. 21 grudnia 1947 w Brezovej pod Bradlom) – słowacki architekt.

## Życiorys
Urodził się 23 sierpnia 1868 r. w rodzinie ewangelickiego proboszcza, jako piąte dziecko z sześciorga, na pograniczu Słowacji i Moraw w miejscowości Turá Lúka pod Myjavą, powiat Senica, zmarł 21 grudnia 1947 r. w Brezovej pod Bradlom.
Pochodził z patriotycznej słowackiej rodziny – był prawnukiem działacza patriotycznego Samuela Jurkoviča (1796–1873), a jego stryjem był działacz narodowy i polityk Jozef Miloslav Hurban (1817–1888).

## Dzieciństwo. Szkoła
Do dziesiątego roku życia mieszkał w domu rodzinnym, potem uczęszczał do szkoły w węgierskim miasteczku Šamorín. Następnie zapisał się do niższego gimnazjum w mieście Sopron. Studiował w Wiedniu architekturę – był absolwentem wiedeńskiej Kunstgewerbeschule.

## Sylwetka
Był budowniczym, działaczem kulturalnym i społecznym. Interesował się sztuką ludową i prowadził samodzielne badania etnograficzne. Podczas krótkiej praktyki w pracowni architektonicznej w Martinie zafascynowało go mistrzostwo miejscowych góralskich cieśli, wykonujących drewniane elementy konstrukcji budowlanych. Kolejne sześć lat przepracował w pracowni architekta Michala Urbanka w morawskim Vsetínie. Dzięki jego poparciu zaprojektował budowle na Wystawę Krajoznawczą we Vsetínie oraz zorganizował chałupę wałaską (czes. Valašská chalupa) na wielką ogólnokrajową Wystawę Krajoznawczą w Pradze w 1895 r., stając się pionierem muzealnictwa skansenowego.
Żywe zainteresowania folklorystyczne odcisnęły wyraźne piętno na twórczości Jurkoviča, obfitującej w przetworzone motywy ludowe. Wysoka ocena jego dokonań w Pradze przyniosła mu zamówienie na projekty zespołu schronisk turystycznych na grzbiecie Pustevny pod Radgoszczem w Beskidzie Morawsko-Śląskim. Zbudowane w latach 1897–1899 obiekty (Libušín i Maměnka) do dziś wyróżniają się oryginalną architekturą i pieczołowicie zachowanym wystrojem wnętrz. Jedną z kolejnych jego realizacji była Droga Krzyżowa na górze Hostýn koło Ołomuńca (1903), której stacje przypominały góralskie kapliczki. Z innych jego prac warto wymienić budowlę Instytutu Pomologicznego w miejscowości Bohunice (1900–1901), dom regionalny w Skalicy (1905), willę „U Rezku”, przypominającą styl zakopiański, oraz stację kolei linowej w Tatrzańskiej Łomnicy (1935–1937). Interesującym przykładem twórczości Jurkoviča jest jego własna willa wzniesiona w Brnie Žabovřeskach (1905–1906), która jest wyjątkowym przykładem syntezy twórczości ludowej z aktualnymi trendami wiedeńskiej moderny i wzorami brytyjskimi. Wiedeński geometryzm widoczny jest również na plakacie z „Wystawy architektury i przemysłu artystycznego”, jaką Jurkovič zorganizował w swej willi z okazji jej ukończenia.

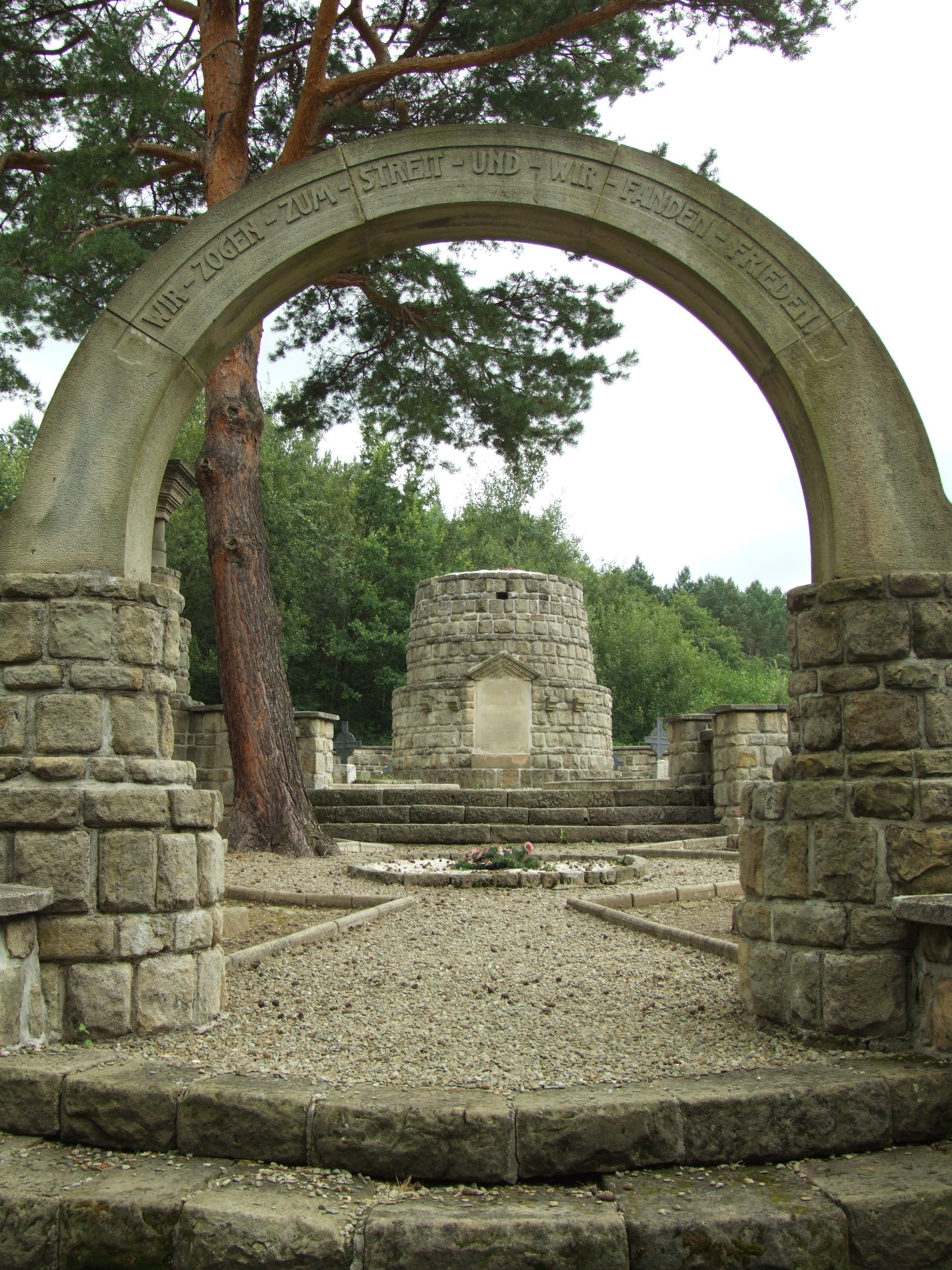
Cmentarz nr 11 w Woli Cieklińskiej

## Działalność w Oddziale Grobów Wojennych C. i K. Komendantury Wojskowej w Krakowie
Bardzo ciekawy epizod wiąże Dušana Jurkoviča z Polską i Beskidem Niskim podczas I wojny światowej. Zgłosił się do armii austro-węgierskiej jako jednoroczny ochotnik. W latach 1916–1918 na terenie Beskidu Niskiego został pracownikiem Oddziału Grobów Wojennych C. i K. Komendantury Wojskowej w Krakowie przy dowództwie okręgu wojskowego „Galicja Zachodnia” w Krakowie. Mianowano go kierownikiem, projektantem i nadzorcą budowy cmentarzy wojennych w Okręgu Żmigrodzkim (jednym z dziesięciu w Galicji Zachodniej) z siedzibą w Nowym Żmigrodzie, w którym powstało 31 cmentarzy wojennych. Stał się najpopularniejszą i niekonwencjonalną postacią w środowisku artystycznym skupionym w Oddziale Grobownictwa Wojennego. Zachwyt i podziw budziły, powszechnie uznane za najbardziej udane kompozycyjnie i krajoznawczo, jego rozwiązania projektowe cmentarzy wojennych w całej Galicji Zachodniej.
Jurkovič osobiście zaprojektował ok. 35 cmentarzy wojennych. Obok założeń kompozycyjnych i przestrzennych cmentarzy, z upodobaniem projektował również elementy składowe cmentarzy i szczegóły ich wystroju. Zaprojektował m.in. kilkanaście wersji drewnianych krzyży nagrobnych i duże krzyże pomnikowe, pojedyncze oraz w zbiorowe. Jego projekty krzyży były wykorzystane również w innych okręgach cmentarnych krakowskiego Wydziału Grobownictwa Wojennego. Projektował głównie w drewnie, opierając się na rozwiązaniach technicznych stosowanych od wieków przez karpackich cieśli. Zdarzały się również projekty krzyży kamiennych oraz żeliwnych z palmetową dekoracją (można spotkać je na dwóch cmentarzach: w Nowym Żmigrodzie (Cmentarz Wojenny nr 8) i na Cmentarzu Wojennym nr 11 w Woli Cieklińskiej). Jego pięknym dziełem była drewniana, unikatowa gontyna, królująca nad Cmentarzem Wojennym nr 123 z I Wojny Światowej w miejscowości Łużna, położonej w powiecie gorlickim.

## Dorobek

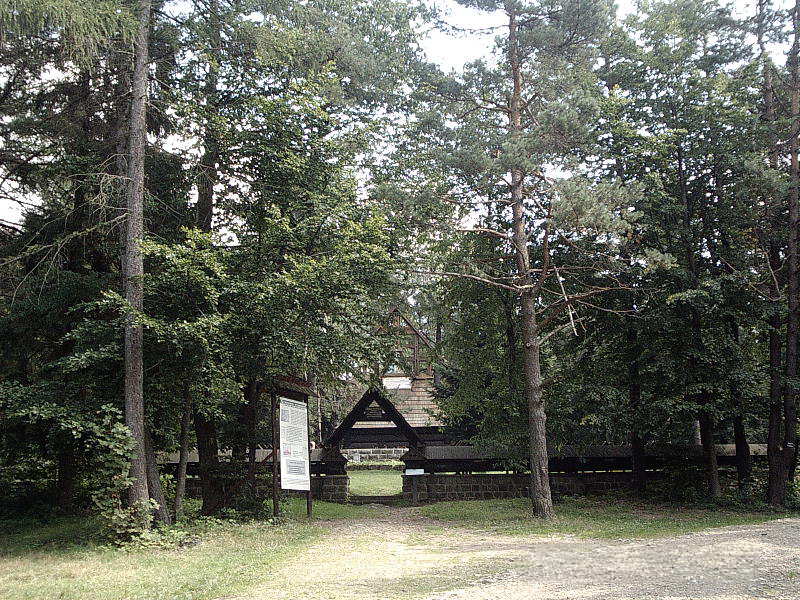
Cmentarz nr 60 na Przełęczy Małastowskiej

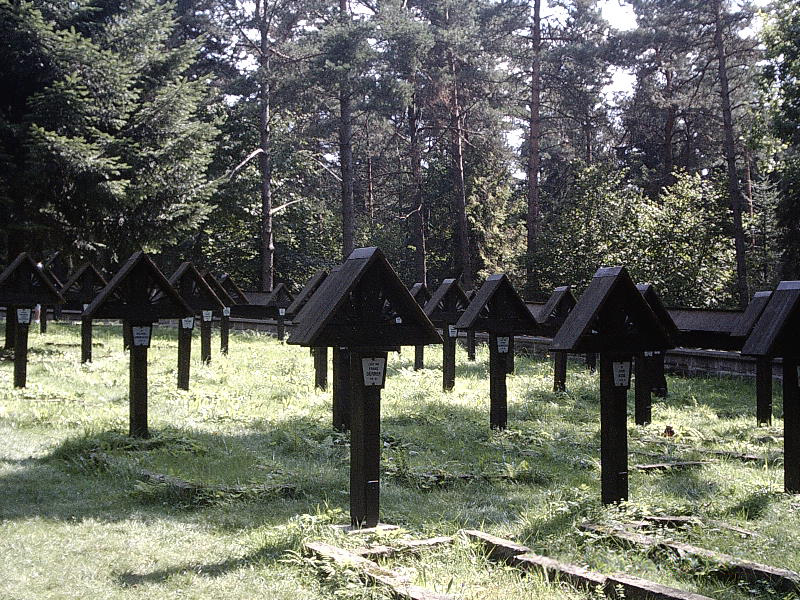
Cmentarz nr 60 na Przełęczy Małastowskiej

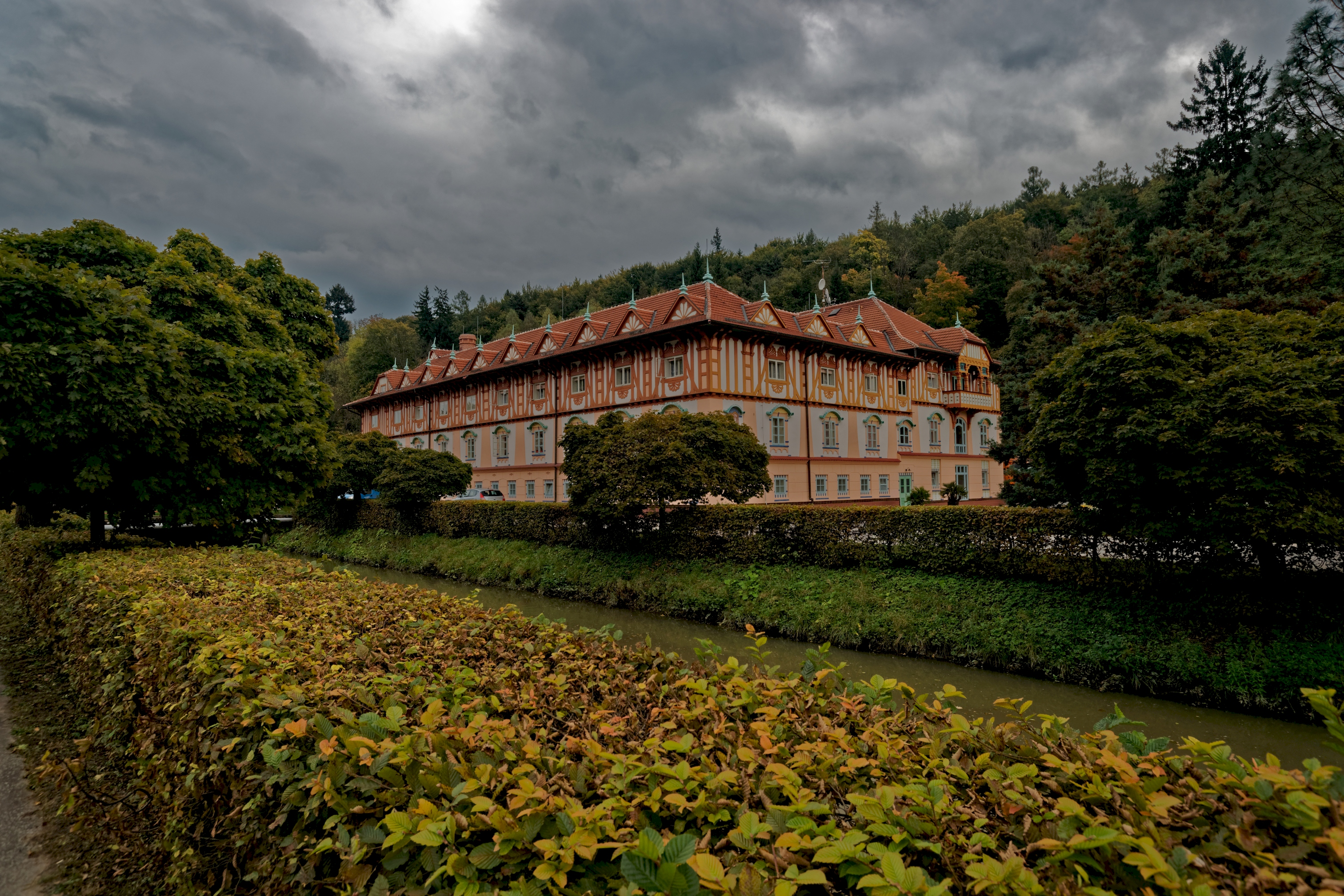
Dom zdrojowy w Luhačovicach, 1902

Twórczość Jurkoviča jest oryginalna i nieporównywalna do dzieł innych projektantów zachodniogalicyjskich cmentarzy wojennych. Głównym czynnikiem odróżniającym Jurkoviča były: inspiracja budownictwem regionalnym oraz fantastyczne wyczucie nastroju beskidzkiego krajobrazu.
Poza zachodniogalicyjskimi cmentarzami wojennymi, do najbardziej znanych projektów Jurkoviča należą (obok wspomnianych wyżej):
- schroniska górskie Libušín i Maměnka na Pustevnách w Beskidzie Morawsko-Śląskim (1897–1899);
- willa własna w Brnie (1906);
- projekt przebudowy zamku w Nowym Mieście nad Metują (1908–1913), w tym most z 1910;
- pomnik nagrobny Jozefa Miloslava Hurbana, pisarza i polityka słowackiego (1948);
- grobowiec Milana R. Štefánika na skale Bradlo;
- rekonstrukcja renesansowego kasztelu z przełomu XVI i XVII w. w Spiskim Szczawniku;
- projekt odbudowy ruin średniowiecznego zamku w Zwoleniu (Słowacja) (1923, niezrealizowany);
- budynki zdrojowe (tzw. kolonáda) w uzdrowisku Luchaczowicach;
- budynek restauracji i towarzyszące, w osadzie Peklo koło Nowego Miasta nad Metują (Czechy);
- willa doktora Náhlovskiego w Pradze – Bubeneč;
- sanatorium Kocha w Bratysławie;
- droga krzyżowa na Hostýně;
- dom czynszowy w Brnie właścicieli zakładu szklarskiego „B. Škarda” – ul. Dvořákova 10;
- Jiráskova chata koło Náchodu;
- stacje kolei linowej na Łomnicę w Tatrach Wysokich.

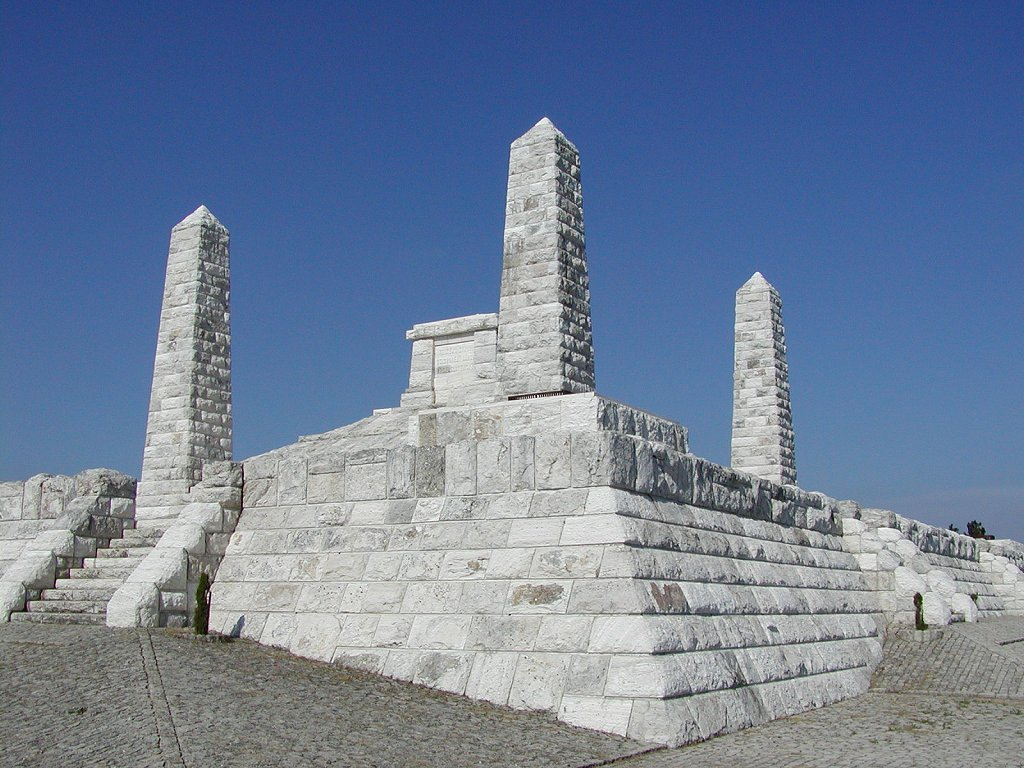
Brezová pod Bradlom: grobowiec Milana Rastislava Štefánika

Do ostatnich lat życia pozostał twórczy i czynny zawodowo. W celu popierania i umocnienia dorobku kultury i sztuki słowackiej, z grupą zapaleńców utworzył 21 czerwca 1921 r. tzw. Artystyczną Biesiadę Słowacką w Bratysławie. Tę ciekawą grupę artystyczną powołano w celu popierania i umocnienia dorobku kultury i sztuki słowackiej.
Po II wojnie światowej zaprojektował monumentalny pomnik-mauzoleum Słowackiego Powstania Narodowego (SNP) w Kremniczce koło Bańskiej Bystrzycy wybudowany w 1949 r. w stylu przypominającym kamienne cmentarze Dušana Jurkoviča.

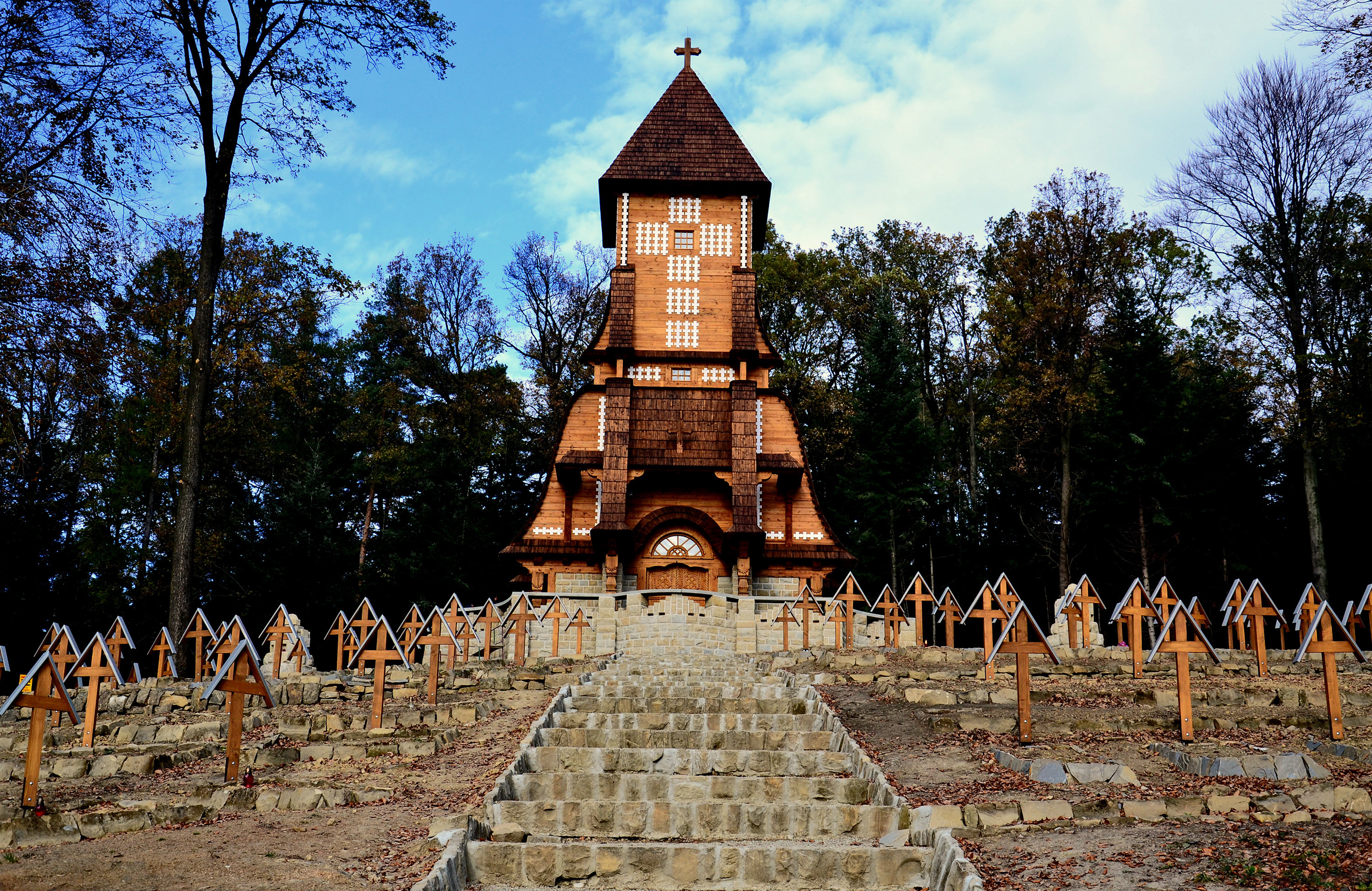
Unikatowa gontyna, kaplica cmentarna na Cmentarzu Wojennym nr 123 Łużna (odbudowana po pożarze)

## Literatura
- Archiwum Państwowe w Krakowie (29); Dział: wojsko; Kategoria: sztaby, dowództwa terytorialne; Nr zespołu: 275/1; Karta: A i B; Nazwa główna: „C. i K. Komenda Wojskowa w Krakowie, Oddział Grobów Wojennych (K.u.K. Militärkommando Krakau, Kriegsgräberabtilung)”; daty skrajne: 1914–1914, 1916–1918 (24 j.a., opracowane; inwentarz książkowy), Zawartość:
  - 29\275\1 K.k. Militärkommando Krakau, Kriegsgräberabteilung (C.k. Komenda Wojskowa w Krakowie, Oddział Grobów Wojennych) (1914) 1916–1918, sygn.GW 1-24 (korespondencja, dzienniki podawcze, wykazy zmarłych i zaginionych, mat. dot postępowania spadkowego po zmarłych żołnierzach);
  - 29\275\0 Urząd Opieki nad Grobami Wojennymi Okręgu Generalnego Krakowskiego 1918–1923, sygn. GW 25-34 (korespondencja, dzienniki podawcze, indeksy, rejestry poległych, ekshumacje, składki na groby wojenne), Dokumentacja techniczna i ewidencyjna 1914–1922 (1939) (wykazy poległych i zmarłych oraz jeńców, sprawy gruntowe, plany i mapy cmentarzy);
- Bergmann Ivan: Dům Dušana Jurkoviče v Luhačovicích. „Stavební listy, časopis stavebních inženýrů, architektů, techniků a stavitelů. Roč.8, č. 8–9, 2002;
- Bořutová Dana, Zýková Anna, Dulla Matúš. Dušan Jurkovič, Súborná výstava architetonického diela. Katalóg výstavy. Bratislava: SAS 1993. ISBN 80-900483-5-8.
- Bořutová Dana. Cesty hľadania seba. Folklórne inšpirácie u Blažeja Bullu a Dušana Jurkoviča. Sympózium „Slavme slavně slávu Slávov slavných”. Slovanství a česká kultura 19.stolet í. Historický ústav AV ČR, ÚDU AV ČR, ÚDU UK Praha, Plzeň 24. –26.2.2005;
- Bořutová Dana. Der Einfluss der ethnographischen Studien Dušan Jurkovičs auf sein architektonischens Werk. W: Moravánszky Ákos. Das entfernte Dorf. Moderne Kunst und ethnischer Artefakt. Boehlau, Wien: 2002;
- Bořutová Dana: „Dušan Jurkovič – architekt genia loci. „Architektúra & urbanizmu”. Nr 25, 1991/3;
- Bořutová Dana: Dušan Jurkovič – mýtus a kontext. „ARS”, č. 1, 1990/1991,
- Bořutová Dana: Kommentár Dušan Jurkovič „Építımővészet egykor és ma” címő cikkének margójára (Commentary in the margins of Dušan Jurkovič´s article „Architecture Yesterday and Today”. In: Haba, P. – Keserü, K. (eds.): A modernizmus kezdetei Közép-Európa építészetében. Lengyel, cseh, szlovák és magyar építészeti irások a 19 – 20. század fordulójáról.). The Beginnings of Modernism in Central European architecture. Polish, Czech, Slovak and Hungarian Architectural Writings at the Turn of the 20th Century. Budapest: Ernst Múzeum, 2005;
- Bořutová Dana: Vizie Dušana Jurkoviča. „Projekt. Revue slovenskej architektúry”. Roč.40, č. 3, 1998;
- Bořutová-Debnárová Dana. Dušan Samo Jurkovič – osobnosť a dielo. Bratislava: Pallas 1993. ISBN 80-7095-017-X.
- Broch Rudolf, Hauptmann Hans. Westgalizische Heldengraeber aus den Jahren des Weltkrieges 1914–1915, Wien: 1918; reprint: Zachodniogalicyjskie groby bohaterów z lat wojny światowej 1914–1915, przekład filologiczny Henryk Sznytka, opracowanie, wstęp i przypisy Jerzy J.P. Drogomir, Tarnów: Muzeum Okręgowe w Tarnowie 1996, ISBN 83-85988-40-8.
- Brodesser Slavomír: Dušan Jurkovič – básník dřeva: k 55. výročí úmrtí československého architekta. „Vlastivědný věstník moravský”. Roč.54, č. 1, 2002;
- Drogomir Jerzy. Polegli w Galicji Zachodniej 1914–1915 (1918). Wykazy poległych, zmarłych i pochowanych na 400 cmentarzach wojskowych w Galicji Zachodniej. Tarnów: Muzeum Okręgowe w Tarnowie tom I. Tarnów: 1999. ISBN 83-85988-26-2.
- Duda Oktawian. Cmentarze I wojny światowej w Galicji Zachodniej 1914–1918. Warszawa: Ośrodek Ochrony Zabytkowego Krajobrazu 1995. ISBN 83-85548-33-5.
- Dulla Matúš. (coop. H. Moravcikova). Military Cemeteries of Western Galicia from Dusan Jurkovic. Archit. & Urban. 1996;
- Dulla Matúš. Spolupráca: Henrieta H. Moravčíková, Boris Hochel. Vojenské cintoriny v zapadnej Haliči. Dušan Jurkovič 1916/1917. Sprievodca. Bratysława: Vysoká škola výtvarných umení 2002. ISBN 80-88675-80-4; Przewodnik w trzech językach słowackim, niemieckim: Kriegerfriedhöfe in Westgalizien. Dušan Jurkovič 1916/1917. Reiseführer i angielskim: Military cemeteries of Western Galicia. Dušan Jurkovič 1916/1917. Guide;
- Dulla Matúš: Vojenské cintoríny v západnej Haliči od Dušana Jurkoviča. „Architektúra a urbanizmus”. Roč.30, č. 1–2, 1996;
- Dvojjediná bradlianská motyla. Medzi dvoma výročiami Dušana Jurkoviča. „Projekt. Revue slovenskej architektúry. Roč.40, č. 2, 1998;
- Dvořáček Bohumil: Dušan Samo Jurkovič (1868–1947). „Panorama. Z přírody, historie a současnosti Orlických hor a podhůří. Sv.10, 2002;
- Frodyma Roman. Galicyjskie Cmentarze Wojenne tom I. Pruszków: Rewasz 1995. ISBN 83-85557-20-2.
- Frodyma Roman. Cmentarz wojenny nr 10 Wola Cieklińska. „Region Jasielski” – Pismo Społeczno-Kulturalne. Jasło: Jasielska Federacja Regionalnych Towarzystw Kultury w Jaśle 2004, nr 5 (47). ISSN 1428-1279.
- Frodyma Roman: Budowa cmentarzy wojennych. „Region Jasielski” – Pismo Społeczno-Kulturalne. Jasło: Jasielska Federacja Regionalnych Towarzystw Kultury w Jaśle 2003, nr 5(41). ISSN 1428-1279.
- Frodyma Roman: Cmentarną ścieżką. Warszawa, „Płaj – Almanach Karpacki”, półrocznik Towarzystwa Karpackiego, 2000, nr 20. ISBN 83-85258-22-1.
- Frodyma Roman: Echa wielkiej wojny. Budowa cmentarzy wojennych. „Region Jasielski” – Pismo Społeczno-Kulturalne. Jasło: Jasielska Federacja Regionalnych Towarzystw Kultury w Jaśle 2003, nr 6(42). ISSN 1428-1279.
- Frodyma Roman: Karpackim bohaterom. Pamiątki I wojny światowej w krajach Europy Środkowej. „Płaj – Almanach Karpacki”, półrocznik Towarzystwa Karpackiego 2000, nr 20. ISBN 83-85258-22-1.
- Frodyma Roman: Okręg cmentarny Nr 1 Żmigród. „Region Jasielski” – Pismo Społeczno-Kulturalne. Jasło: Jasielska Federacja Regionalnych Towarzystw Kultury w Jaśle 2003, nr 6(42). ISSN 1428-1279.
- Frodyma Roman: Opis cmentarzy wojennych Okręgu nr 1 Żmigród – Cmentarz nr 9 Łysa Góra. „Region Jasielski” – Pismo Społeczno-Kulturalne. Jasło: Jasielska Federacja Regionalnych Towarzystw Kultury w Jaśle 2004, nr 5 (47). ISSN 1428-1279.
- Frodyma Roman: Opis cmentarzy wojennych Okręgu nr 1 Żmigród – Cmentarz nr 11 Wola Cieklińska. „Region Jasielski” – Pismo Społeczno-Kulturalne. Jasło: Jasielska Federacja Regionalnych Towarzystw Kultury w Jaśle 2004, nr 6. ISSN 1428-1279.
- Frodyma Roman: Opis Cmentarzy wojennych Okręgu Nr 1 Żmigród – Desznica i Nowy Żmigród. „Region Jasielski” – Pismo Społeczno-Kulturalne. Jasło: Jasielska Federacja Regionalnych Towarzystw Kultury w Jaśle 2004, nr 4(46). ISSN 1428-1279.
- Frodyma Roman: Opis Cmentarzy wojennych Okręgu Nr 1 Żmigród – Grab. „Region Jasielski” – Pismo Społeczno-Kulturalne. Jasło: Jasielska Federacja Regionalnych Towarzystw Kultury w Jaśle 2004, nr 2(44). ISSN 1428-1279.
- Frodyma Roman: Opis Cmentarzy wojennych Okręgu Nr 1 Żmigród – Krempna. „Region Jasielski” – Pismo Społeczno-Kulturalne. Jasło: Jasielska Federacja Regionalnych Towarzystw Kultury w Jaśle 2004, nr 3(45). ISSN 1428-1279.
- Frodyma Roman: Opis Cmentarzy wojennych Okręgu Nr 1 Żmigród – Ożenna. „Region Jasielski” – Pismo Społeczno-Kulturalne. Jasło: Jasielska Federacja Regionalnych Towarzystw Kultury w Jaśle 2004, nr 1(43). ISSN 1428-1279.
- Husáková Jana: Dušan Jurkovič a jeho hřbitovy. Praha: Univerzity Karlovy Praha, Katedra pomocných věd historických a archivního studia;
- Jurkovič Dušan, Wirth Zdenek, Irmgard. Výstava životního uměleckého díla národního umělce architekta Dušana Jurkoviče. Praha: 1945;
- Jurkovič Dušan: Vojenské hřbitovy válečné. „Styl II (VII)”, Časopis pro architekturu, stavbu měst a umělecký průmysl, Praha: 1921–1922;
- Jurkowič Dušan. Pustevne na Radhośti. Brno 1900. Opis zespołu architektoniczno-krajobrazowego Pustelny, do którego nawiązują rozwiązania Jurkovica w okolicach Magury;
- Katalog výstavy životného umeleckého diela nádrodného umelca architekta dr h. c. Dušana Jurkowiča. Bratislava: 1947;
- Kroh Antoni: Krakowskie bractwo artystyczno-grobownicze. „Polska Sztuka Ludowa” 1986, nr 3–4. ISSN 1230-6142.
- Łopata Mirosław: Remonty cmentarzy żołnierskich w Beskidzie Niskim. Próba porównania stanu obecnego z materiałem archiwalnym – na wybranych przykładach,” Magury ’05. Rocznik krajoznawczy poświęcony Beskidowi Niskiemu”, Warszawa 2005
- Mościcki Bogdan, Wierzycka Łucja red. Cmentarze z I wojny światowej na Podkarpaciu, Materiały z sesji krajoznawczej: Wysowa 23–25 października 1987, Studenckie Koło Przewodników Beskidzkich, Warszawa 1989; Zawartość zeszytu: Geneza, organizacja i przebieg sesji – Bogdan Mościcki; Czego tu nie napisano; Dusan Jurkovic a styl zakopiański – Antoni Kroh; I wojna w świadomości historycznej Węgrów – Akos Engelmayer; Istotniejsze głosy w dyskusji;
- Partridge Agnieszka. Otwórzcie bramy pamięci. Cmentarze wojenne z lat 1914–1918 w Małopolsce. Kraków: LETTRA-GRAPHIC 2005. ISBN 83-89937-10-7, s. 44–69
- Piecuch Andrzej: Cmentarze wojenne Dušana Jurkoviča w Beskidzie Niskim. „Magury’01”, Warszawa: 2001;
- Piecuch Andrzej: Dušan Jurkovič: 1868–1947. „Magury’01”, Warszawa:, 2001;
- Šlachta Štefan: List Dušanovi Jurkovičovi. „Architekt” Roč.43, č. 24, listopad, 1997;
- Thurso Igor: Príklad Dušana Jurkoviča. “Box”. Č. 6, 1996;
- Ujma Magdalena, Cmentarze wojenne z I Wojny Światowej projektu Dusana Jurkovica w Beskidzie Niskim. Praca magisterska napisana pod kierunkiem prof. Andrzeja Kazimierza Olszewskiego na Katolickim Uniwersytecie Lubelskim. Lublin: KUL 1994 r.;
- Wirth Zdenek. Umĕlecká díla Dušana Jurkowiče. Praha: 1927;
- Žákavec František. Dílo Dušana Jurkovica. W: Kus dějin československé architektury, Praha: 1929;
- Zakrzewski Leszek: Dzieła słowackiego architekta Dušana Jurkoviča w Polsce. W 90. rocznicę bitwy pod Gorlicami. „Almanach Muszyny”. Muszyna: 2005 s. 133–141. ISSN 1234-6276.
- Zatloukal Pavel: Luhačovice. Jurkovič v lázních. „Fórum architektury & stavitelství” Č. 5; 2002.

## Odznaczenia
- Order Tomáša Garrigue Masaryka I Klasy – CSRF, 1991, pośmiertnie[1][2]
- Krzyż Pribiny I Klasy – Słowacja, 2007, pośmiertnie[3]